# Lissonota incrassata
Lissonota incrassata là một loài tò vò trong họ Ichneumonidae.